# Терентьев (село)
Терентьев (укр. Терентіїв) — село, входит в Гощанскую поселковую общину Ровненского района Ровненской области Украины.
Население по переписи 2001 года составляло 425 человек. Почтовый индекс — 35426. Телефонный код — 3650. Код КОАТУУ — 5621287802.